# Tadao Onishi
Tadao Onishi (Kyoto, Japó, 18 d'abril de 1943 - 29 de juny de 2006), fou un futbolista japonès.

## Selecció japonesa
Tadao Onishi va disputar 1 partits amb la selecció japonesa.